# Lorántffy György
Lorántffy György (serkei) (? - ) - 1443-ban gömöri ispán

## Élete
Lorántffy György családja a Rátót nemzetségből származott. A család a Lórántffy nevet az 1324-ben élt I. Lórántról kapta, aki Serke várát kapta örökségül. György apja II. Loránd volt, kinek két fia született: II. János és György, kik már a Lorántffy nevet viselték.
Lorántffy György a fennmaradt adatok szerint 1443-ban gömöri ispán volt. Nejétől, Széchy Annától[forrás?] 7 gyermeke: négy fiú; III. János, Tamás, I. Tóbiás (1495), Mihály (1485) és három lány, Kata, Erzse és Anna (Széchy László) született.
Lorántffy György előbb karthauzi barát volt, majd 1443-ban Gömör vármegye ispánja lett. Lorántffy György többször is harcolt Griska ellen, aki Gömörben, ahol Lórántffy György birtokai feküdtek gyakran dúlt és pusztított, és ki ellen Gede várát 1451-ben sikeresen meg is védte, de a Serke várát elvesztette.  Mátyás király végül 1460-ban Serke várából is kiűzve a cseheket, visszaadta azt neki.
György birtokai Gömör és a szomszéd megyékben szaporodtak meg neje Széchy Anna és I. Tóbiás nevű fiától származó két unokája: Miklós (1505) gömöri követ és I. László  révén, kik a Csetneki családból nősültek.
Miklós nevű unokájának Csetneki Kata, I. Lászlónak pedig Csetneki Dora lett a neje.